# Dog german

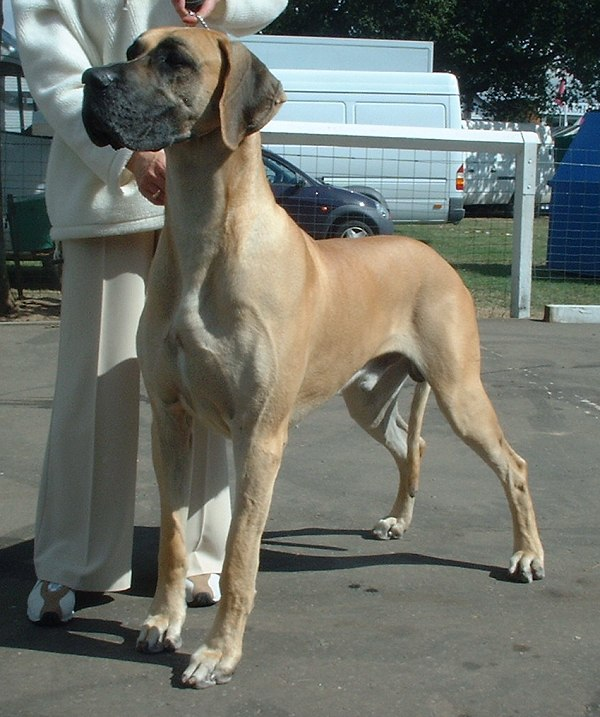
Dog german

Dogul german, numit și Marele danez este o rasă din categoria câinilor de pază cu temperament nobil. Este cel mai înalt câine din lume, putând ajunge până la un metru înălțime și 54 kg.

## Aspecte
- Durată de viață: 8 - 10 ani[necesită citare]
- Grupă: Mastiff
- Culoare: negru, alb, arlechin, negru cu picioarele albe, cafeniu roșcat, gri închis
- Talie: câine de talie mare
- Înălțime: 75 - 100 cm
- Origine: Germania
- Mediul de trai: poate tolera spațiile mici precum un apartament

## Descriere
Este o rasă de talie mare, imensă cu o înfățișare regală și puternică. Au fost denumiți ca un Apollo al câinilor datorită dimensiunilor, forței și ținutei mândre. Au o constituție solidă, sunt atletici, calmi și rezervați în comportament.
Capul acestui câine este purtat cu o ținută demnă. Au fălcile foarte bine dezvoltate și pronunțate.

## Exerciții și dresaj
Adoră să fie înconjurați de oameni și să participe la orice fel de evenimente care implică alergări sau urmăriri.
Este recomandat ca acestora să li se aplice și niște lecții de dresaj pentru a asculta încă de la vârste fragede pentru a fi evitate comportamentele inadecvate sau cele distructive la maturitate.
Dogii germani sunt excelenți înotători, fiind printre cei mai buni câini de aport acvatic și subacvatic.

## Probleme de sănătate și îngrijire
Pot prezenta câteva probleme de sănătate cu un anumit grad de dificultate cum ar fi:
- Torsiunea gastrică - umflarea stomacului, este o problemă care este cunoscută la toate rasele cu pieptul mare și adânc.
- Tumori ale pielii - benigne sau maligne care vor avea nevoie de verificare și tratament.
- Cardiomiopatie - probleme ale inimii
- Displazia de șold
- Sindromul Wobbler

Au nevoie de pieptănat aproape zilnic deși cerințele sunt minime. Pentru aceasta este nevoie de o perie fermă cu țepi.
Este foarte important să fie acordată atenție unghiilor, să fie ținute la un anumit nivel.

## Temperamentul rasei
În general dogul german este un câine cu un temperament cald și blând. Este loial familiei și un bun protector. Se împacă bine cu persoanele mai tinere dintr-o familie.
Rasa dog german este una mai degrabă rezervată cu străinii la maturitate, dar acești câini sunt foarte jucăuși cu membrii familiei. Nivelul lor de activitate este moderat și va fi nevoie de dresaj pentru a-i învăța cum să se comporte în anumite situații.